# نيقوبوليس (بلغاريا)

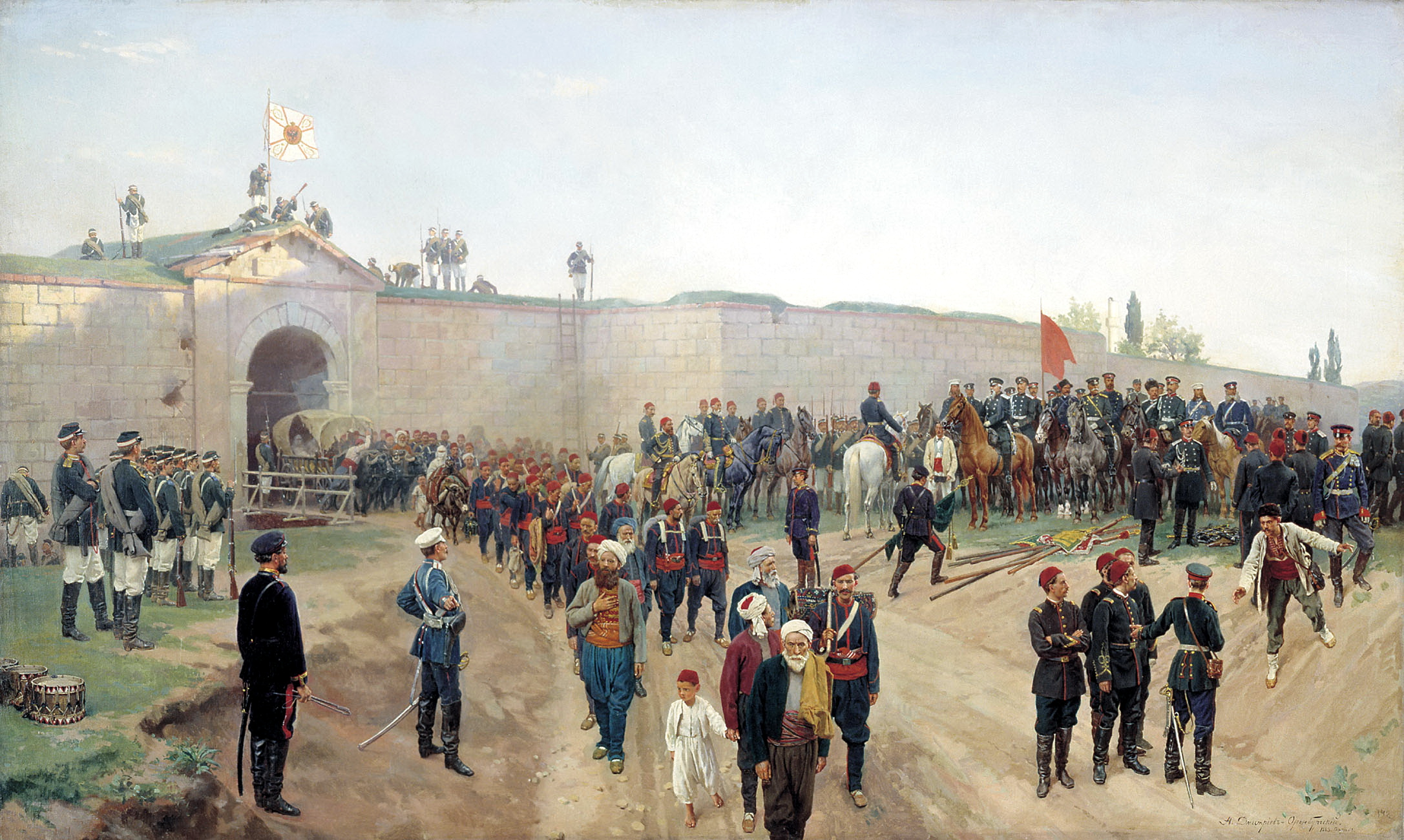
الاستيلاء على قلعة نيقوبوليس، 4 يوليو 1877

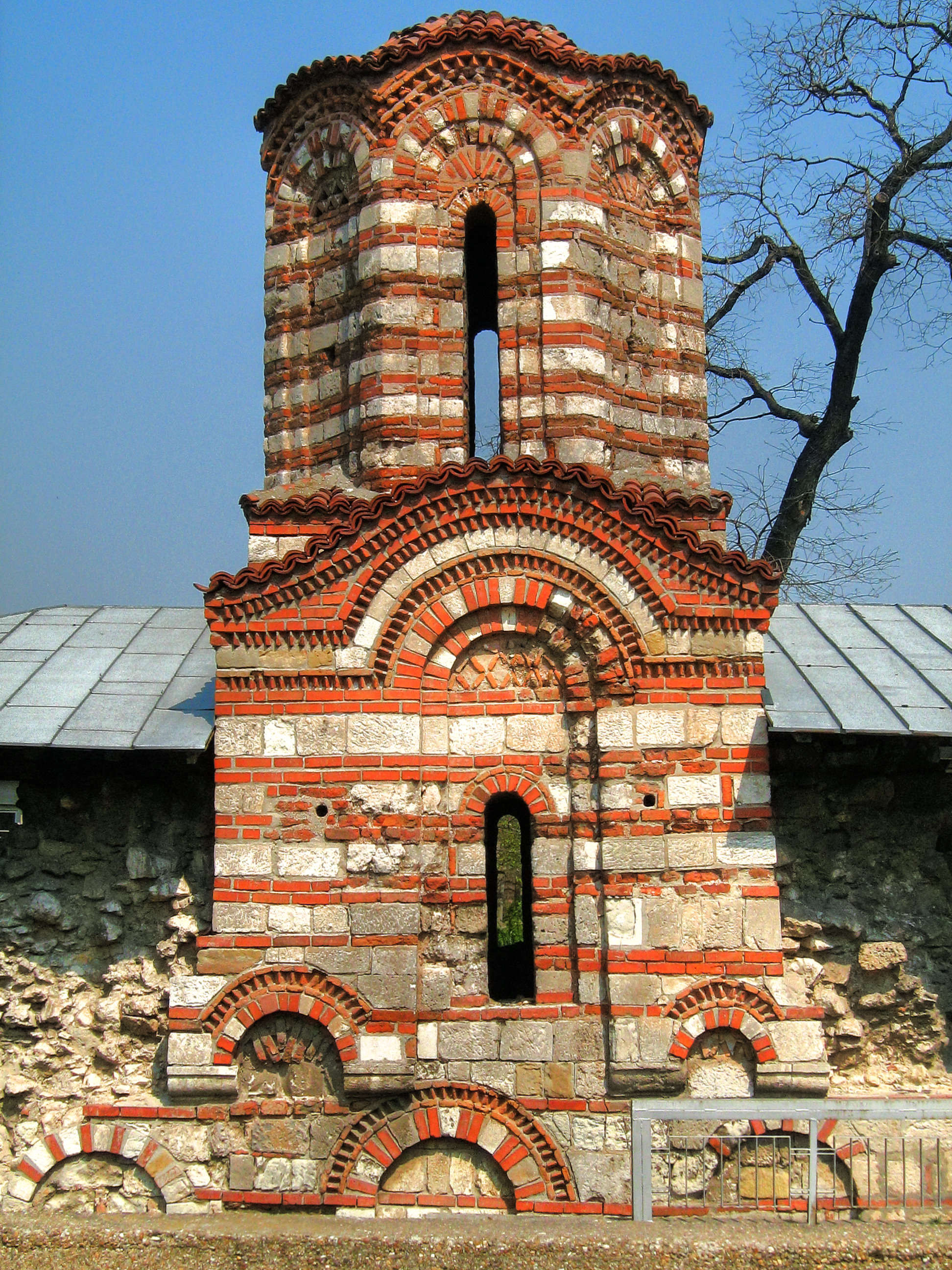
كنيسة القديسين بطرس وبولس في العصور الوسطى في نيقوبوليس

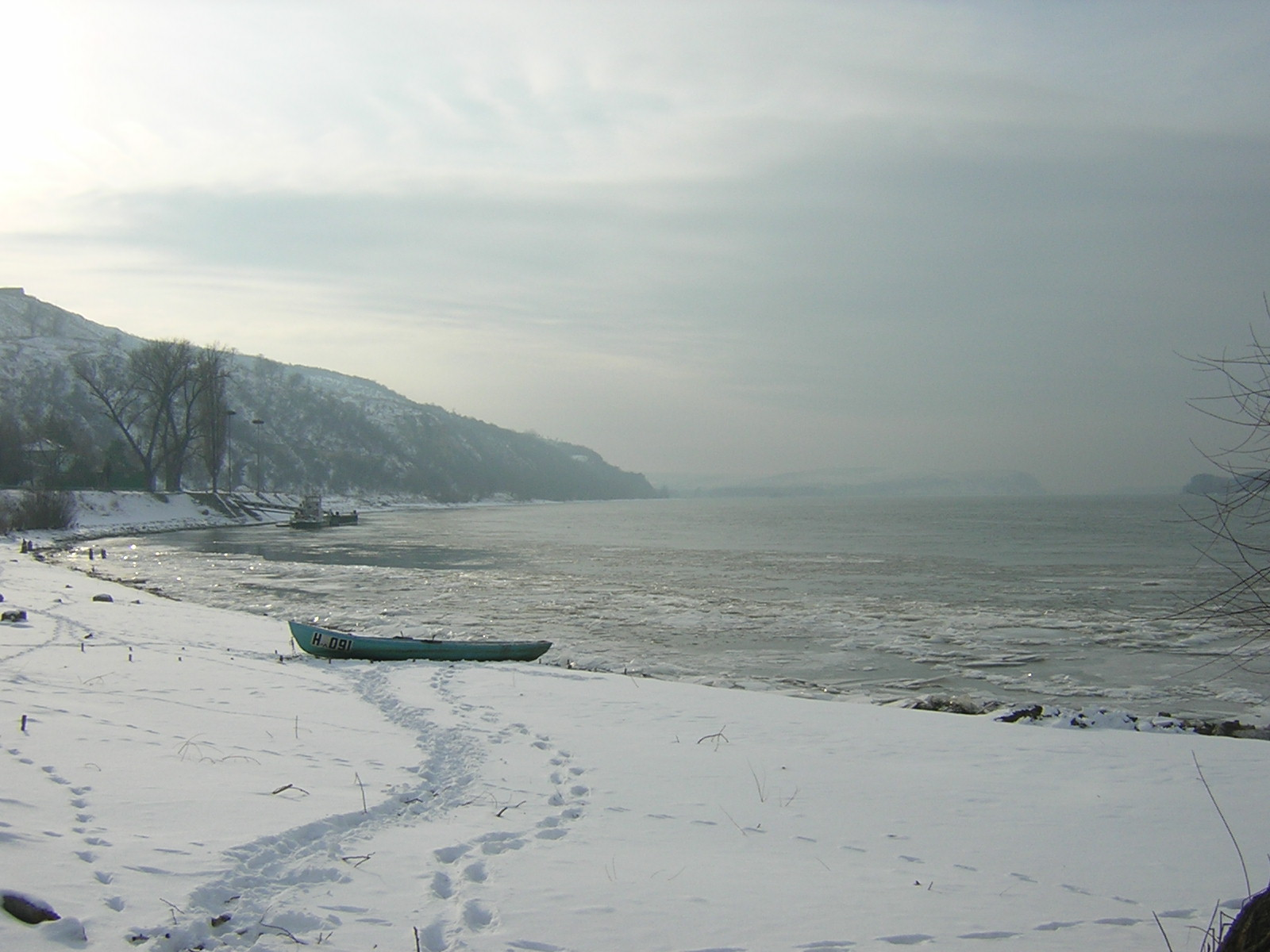
منظر لنهر الدانوب في نيقوبوليس في فصل الشتاء

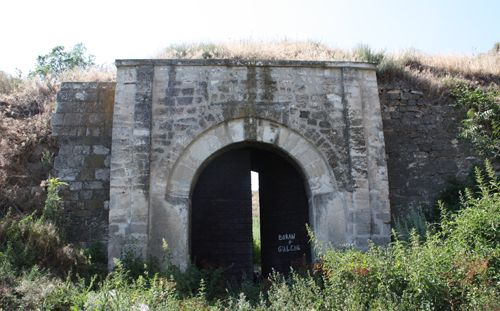
بوابة الدخول إلى قلعة نيقوبوليس

نيقوبوليس أو نيكوپول ( (بالبلغارية: Никопол)‏، تاريخياً (بالتركية: Niğbolu)‏، (باليونانية: Νικόπολις, Nikópolis)‏، (بالمجرية: Nikápoly)‏، (باللاتينية: Nicopolis)‏. مدينة في شمال بلغاريا، والمركز الإداري لبلدية نيكوپول، وهي جزء من مقاطعة پليڤين على الضفة اليمنى لنهر الدانوب على بعد 4 كيلومتر (2 ميل) في اتجاه مجرى النهر من مصب نهر «أوسام».
اعتبارا من ديسمبر 2009م، بلغ عدد سكان المدينة 3,892 نسمة. 

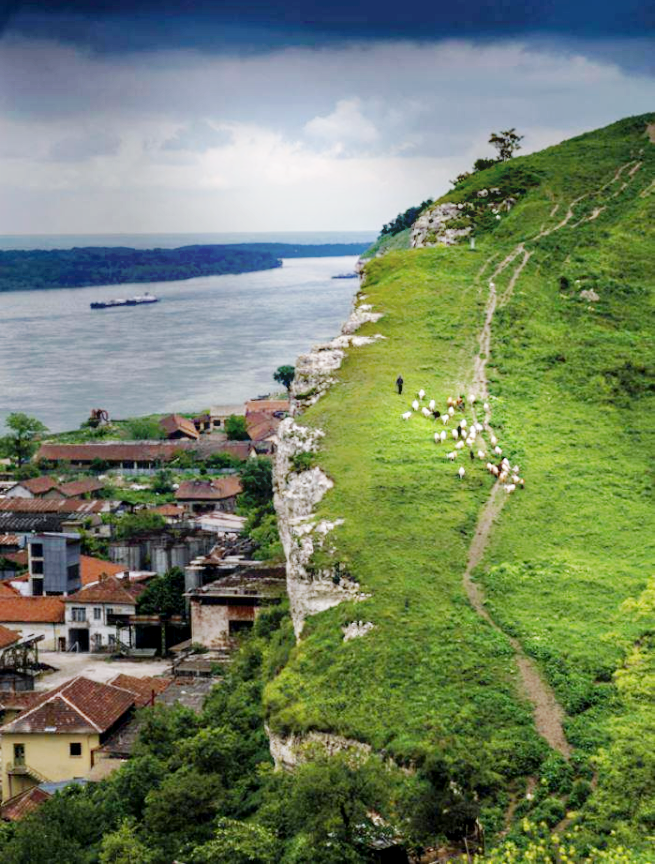
منظر علوي لنيكوبول ، شمال بلغاريا. Панорамен изглед от Нико̀пол.

## روابط خارجية
- https://web.archive.org/web/20051220013159/http://get.info.bg/visit/Dir.asp؟d=0-13-PLEVEN-Nikopol
- http://www.encyclopedia.com/html/N/NikopB1ul.asp
- http://news.bbc.co.uk/2/hi/europe/4917820.stm#map
- http://www.pleven.pro/weather/town.php؟id=nikopol